# گابور هارشپاتاکی

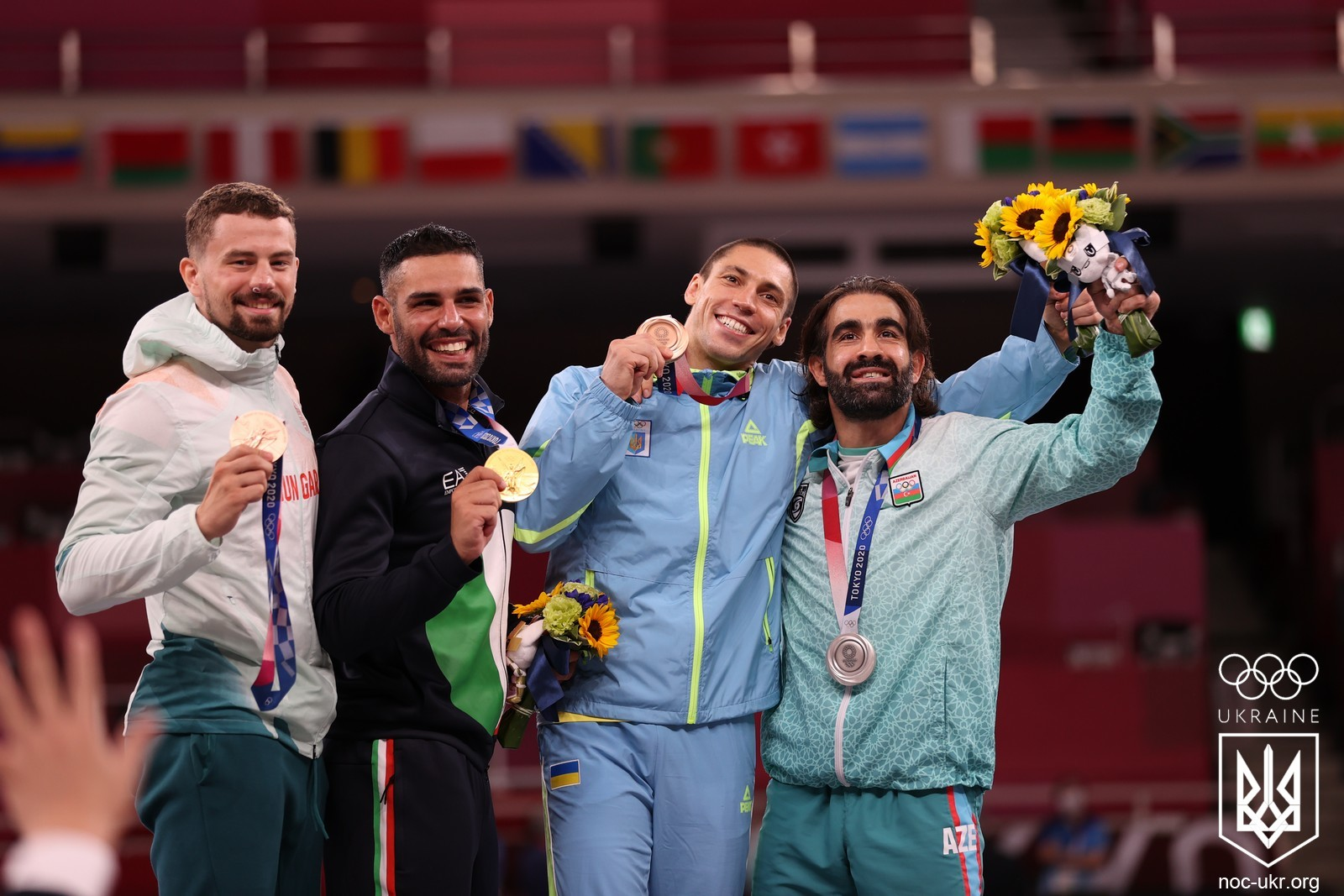
گابور هارشپاتاکی، اولین نفر در سمت چپ تصویر

گابور هارشپاتاکی (مجاری: Gábor Hárspataki; ۲۷ فوریهٔ ۱۹۹۶) کاراته‌کار اهل مجارستان است.